# Wiśniewa (województwo wielkopolskie)
Wiśniewa – wieś w Polsce, położona w województwie wielkopolskim, w powiecie konińskim, w gminie Wilczyn.
| SIMC    | Nazwa            | Rodzaj               |
| ------- | ---------------- | -------------------- |
| 0300334 | Ostrówek         | część wsi do 2024 r. |
| 0300340 | Wiśniewa-Kolonia | część wsi do 2023 r. |

W latach 1975–1998 wieś należała administracyjnie do województwa konińskiego.
W Wiśniewie urodził się Ignacy Zakrzewski – polski historyk, heraldyk i oficer wojskowy. 